# متمم نوزدهم قانون اساسی ایالات متحده آمریکا

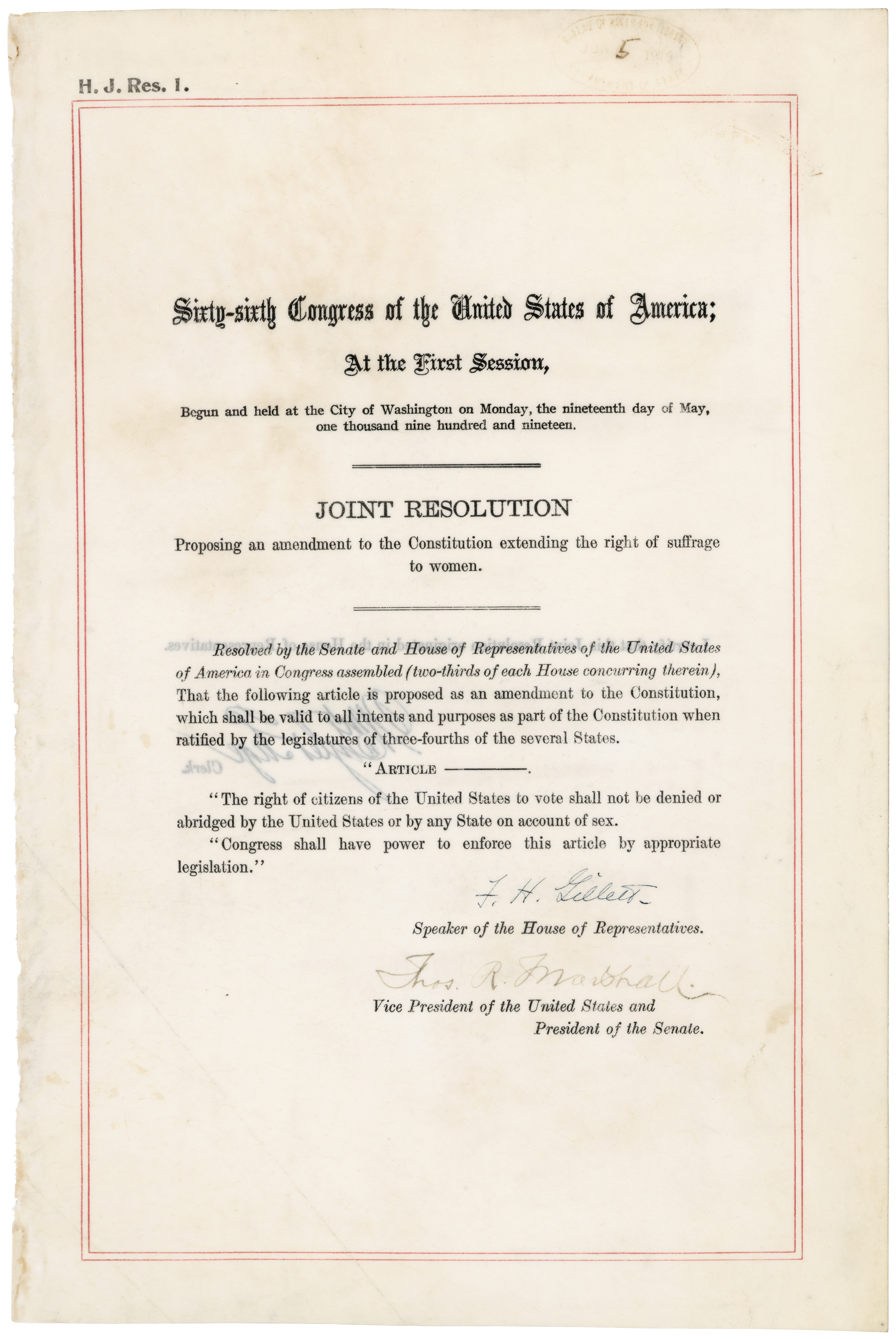

اصلاحیه نوزدهم قانون اساسی ایالات متحده (به انگلیسی: Nineteenth Amendment to the United States Constitution) مصوبه اوت ۱۸ سال ۱۹۲۰ کنگره آمریکا، از قوانین مهم قانون اساسی آمریکا در مورد حق رأی زنان است.

## متن
حق شهروندان ایالات متحده برای رأی دادن نباید توسط دولت فدرال یا ایالتی بر اساس جنسیت آن‌ها نادیده یا محدود شود.
کنگره موظف است با وضع قوانین مناسب این بند را اجرایی کند.
The right of citizens of the United States to vote shall not be denied or abridged by the United States or by any State on account of sex.
Congress shall have power to enforce this article by appropriate legislation.